# Skavstaby

Skavstaby är en driftplats, som ligger mellan Upplands Väsby och Rosersberg på järnvägen Stockholm-Uppsala (Ostkustbanan). Mellan Stockholm och Skavstaby är det sedan mitten av 1990-talet fyrspår och här skiljs sedan Ostkustbanan från Arlandabanan för att sedan åter gå samman vid Myrbacken i Knivsta kommun där det sedan är dubbelspår in till Uppsala. 
Det är lite osäkert varifrån namnet Skavstaby kommer, eftersom det inte finns eller funnits någon by som hetat Skavstaby i närheten. Det finns en gård som heter Skavsta 59°32.88′N 17°52.99′Ö / 59.54800°N 17.88317°Ö cirka 1 km från växeln i driftplatsen. Det har funnits en banvaktstuga vid järnvägen som kallades Skavsta. En teori är någon läste fel på kartan där det stod Skavsta Bv när driftplatsen skapades 1971.